# 菲律賓英語
菲律賓英語（英語：Philippine English）是菲律賓境內的英語變體。英語在菲律賓是與他加祿語具有同等地位的語言，從小學到中學的課程都有教授。然而，由於菲律賓曾經是美國的殖民地，所以菲律賓英語除了受到他加祿語及其他當地地方語言影響，也受到美式英語相當的影響。